# نيكولا دراغوفيتش
نيكولا دراغوفيتش (بالصربية: Никола Драговић) مواليد 20 ديسمبر 1987 في بودغوريتسا، جمهورية يوغوسلافيا الاشتراكية الاتحادية، هو لاعب كرة سلة صربي. بدأ مسيرته الاحترافية في سنة 2005. يلعب مع أسفيل باسكت في الدوري الفرنسي لكرة السلة الدرجة الأولى. يحمل الرقم 1. حقق المركز الأول في الألعاب الجامعية الصيفية 2011. لعب كرة السلة الجامعية في جامعة كاليفورنيا.

## المسيرة الاحترافية
لعب مع نادي ميغا لكرة السلة في موسم 2005–2006، ثم لعب مع إس إس فليتشي سكاندون في الدوري الإيطالي من سنة 2012 إلى 2014، ثم لعب مع نادي إيجوكيا لكرة السلة في موسم 2014–2015، ثم لعب مع نادي أكاديميك لكرة السلة في سنة 2015، ثم لعب مع جويرينو فانولي باسكت في الدوري الإيطالي في سنة 2016، ثم لعب مع أسفيل باسكت في الدوري الفرنسي في سنة 2016.

## الميداليات
| الميدالية | المسابقة                      |
| --------- | ----------------------------- |
| ذهبية     | الألعاب الجامعية الصيفية 2011 |

## روابط خارجية
- نيكولا دراغوفيتش على موقع الاتحاد الدولي لكرة السلة (الإنجليزية)
- نيكولا دراغوفيتش على موقع الدوري الأوروبي لكرة السلة (الإنجليزية)
- نيكولا دراغوفيتش على موقع الدوري الإسباني لكرة السلة (الإسبانية)
- نيكولا دراغوفيتش على موقع كرة السلة الأوروبية.كوم (الإنجليزية)
- نيكولا دراغوفيتش على موقع كلية كرة السلة في سبورتس رفرنس.كوم (الإنجليزية)
- نيكولا دراغوفيتش على موقع ريلجم (الإنجليزية)
- نيكولا دراغوفيتش على موقع بروبوليرز (الإنجليزية)
- نيكولا دراغوفيتش على موقع سبورتس رفرنس (الإنجليزية)